# Blaugrünes Labkraut
Das Blaugrüne Labkraut (Galium glaucum) ist eine Pflanzenart in der Familie der Rötegewächse (Rubiaceae). Sie kommt in Mitteleuropa meist selten vor. Ihr Verbreitungsgebiet reicht von Spanien über Mittel- bis nach Südosteuropa.

## Beschreibung

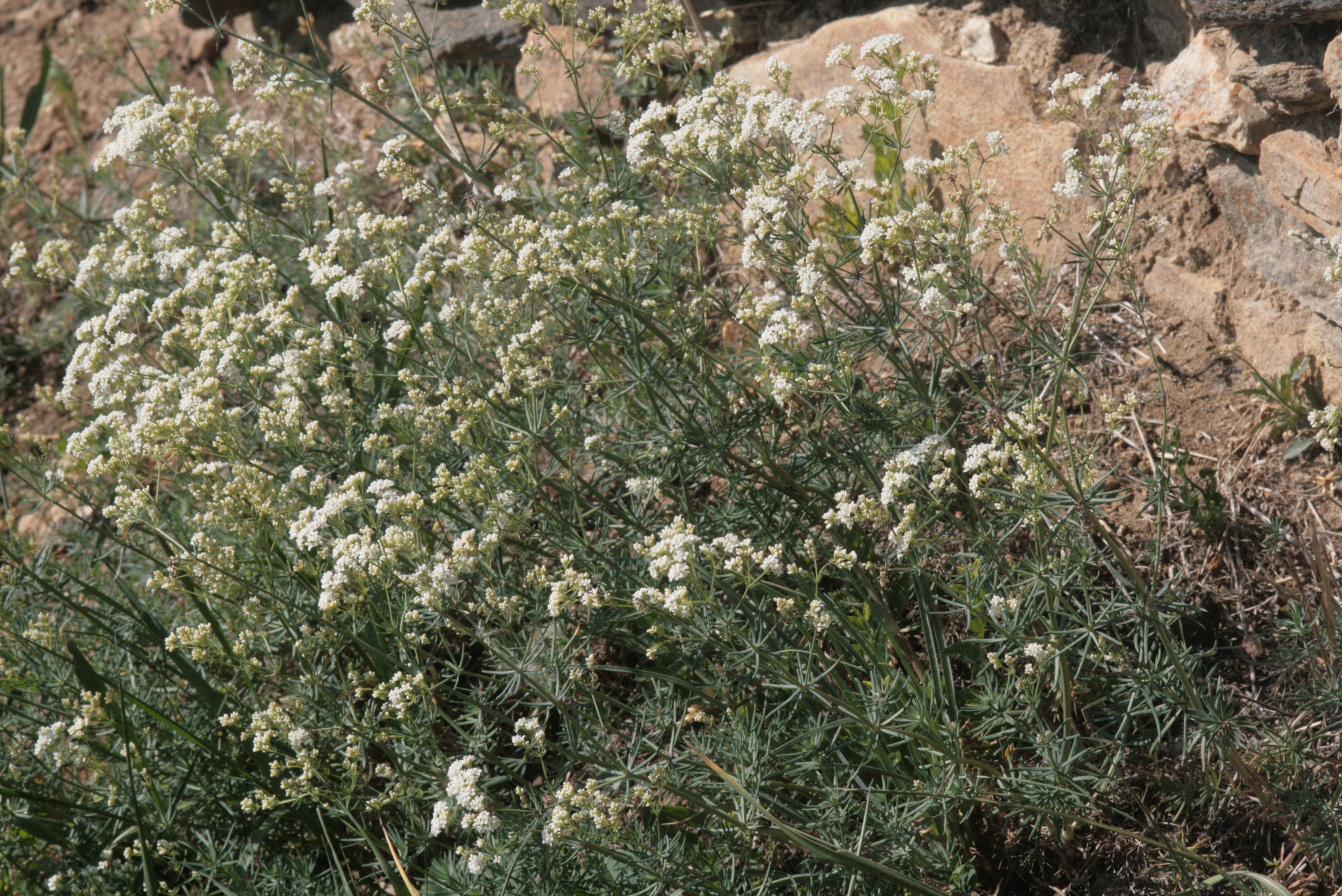
Blaugrünes Labkraut (Galium glaucum)

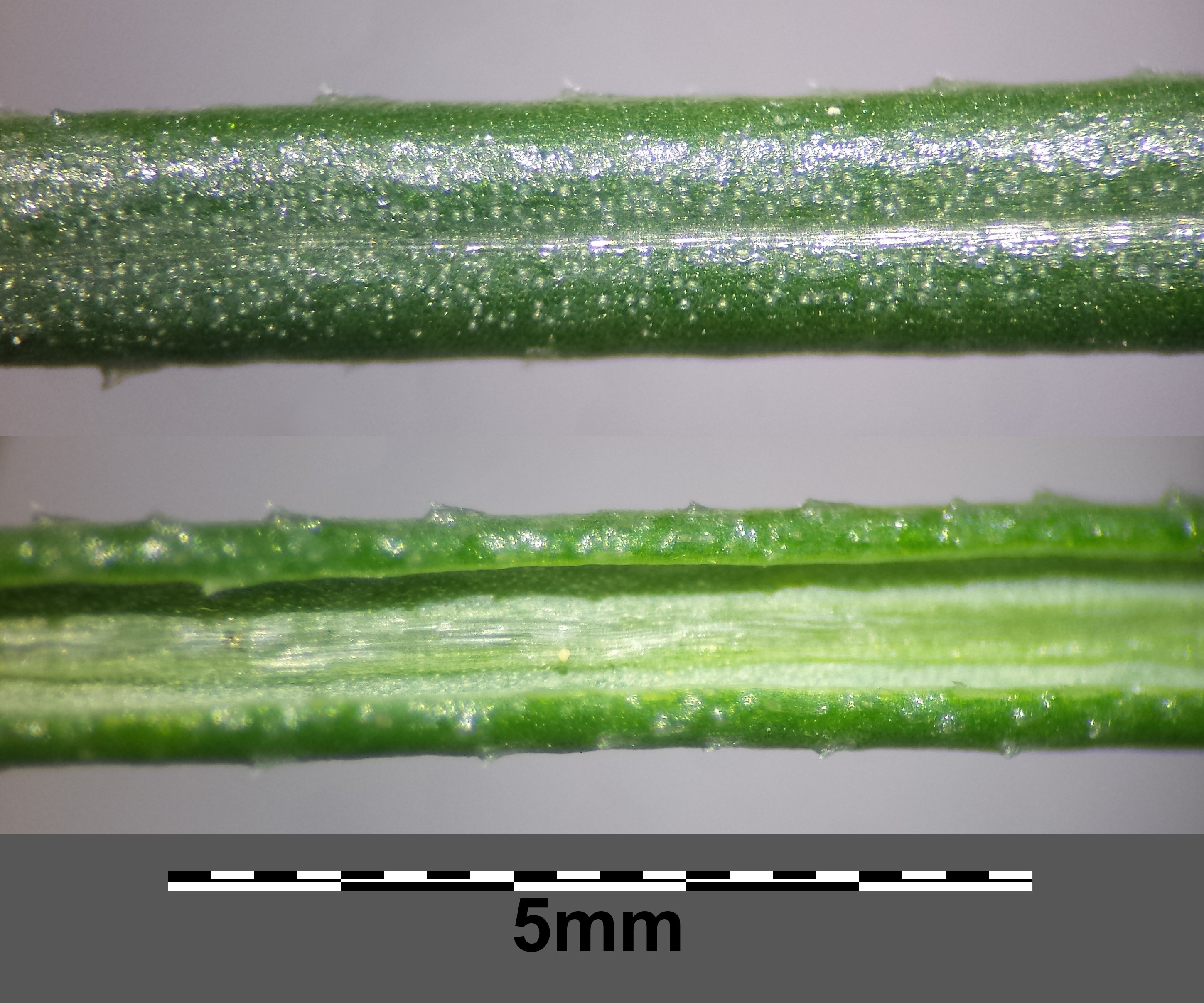
Die Laubblätter (hier Ober- und Unterseite) sind am Rand umgerollt

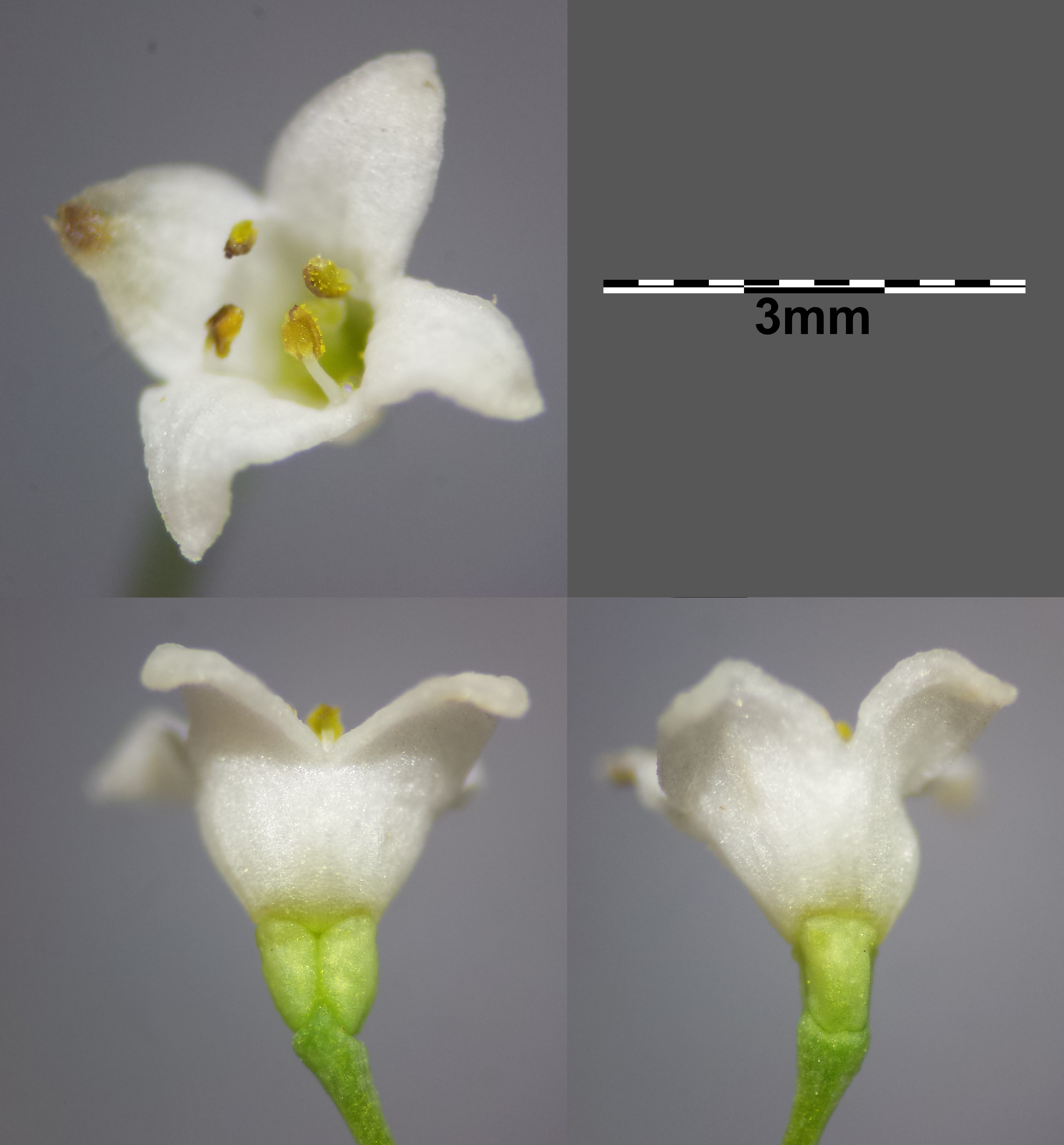
Blüte

Das Blaugrüne Labkraut ist eine mehrjährige, krautige Pflanze, die Wuchshöhen von meist 20 bis 80 cm erreicht. Sie bildet ein reichverzweigtes, rotes Rhizom als Überdauerungsorgan. Der im Querschnitt runde bis schwach vierkantige Stängel wächst aufrecht, ist wenig verzweigt und gänzlich kahl, lediglich am Grund finden sich manchmal einige wenige Haare.
Die Blätter stehen zu acht bis zehn in einem Quirl zusammen. Die einfachen Blattspreiten sind bei einer Breite von 1,5 bis 2,5 mm linealisch, mit einem abgerundeten oberen Ende auf dem eine kurze Stachelspitze sitzt. Die Blattoberseite ist dunkelgrün und die Blattunterseite ist blaugrün. Der Laubblattrand ist zurückgerollt.
Das Blaugrüne Labkraut blüht vorwiegend in den Monaten Mai bis Juli, manchmal auch noch im September. Der Blütenstand ist locker trugdoldig. Die etwa 2 mm lange, weiße, seltener rötliche Krone ist trichterförmig und über die Hälfte vierspaltig.
Die glatte Frucht besitzt eine Länge von 2 bis 2,5 mm.
Die Chromosomenzahl beträgt 2n = 22 oder 44.

## Vorkommen
Das Blaugrüne Labkraut kommt von Spanien über Mittel- bis nach Südosteuropa vor. Östlich dringt es bis Südwestasien vor.
In Deutschland ist Galium glaucum selten. Lediglich auf der Schwäbischen Alb sowie in Anhalt und Thüringen kommt es häufiger vor. Auf der Schwäbischen Alb steigt es bis zu ca. 1000 m Meereshöhe am Hochberg bei Deilingen auf. In Österreich kommt es im pannonischen Gebiet zerstreut, sonst selten vor. Stellenweise gilt es als gefährdet. In der Schweiz ist das Blaugrüne Labkraut selten zu finden.
Galium glaucum wächst auf Kalk-Magerrasen, an sonnigen Hängen und in lichten Gebüschen. Es bevorzugt trockene, warme, meist kalkhaltige und steinige Lehmböden. Es ist in Mitteleuropa eine Charakterart der Festuco-Brometea-Klasse, kommt aber auch in Gesellschaften des Verbands Geranion sanguinei vor.

## Unterarten
Man kann folgende Unterarten unterscheiden:
- Galium glaucum subsp. australe Franco: Sie kommt in Portugal und im nordwestlichen Spanien vor.[3]
- Galium glaucum subsp. glaucum: Sie kommt von West- und Mitteleuropa bis zur Krim vor.[3]
- Galium glaucum subsp. murcicum (Boiss. & Reut.) O.Bolòs & Vigo: Sie kommt nur im südöstlichen Spanien vor.[3]